# Moaz bin Jabal
Muadh ibn Jabal (în arabă مُعاذ بن جبل; 603 – 639)  a fost un sahaba (însoțitor) al profetului islamic Mohamed. Muadh a fost un  Ansar din Banu Khazraj și a compilat Coranul cu cinci tovarăși în timp ce Mahomed era încă în viață. El a fost numit de Mahomed „cel care îi va conduce pe cărturari în Paradis”.

## Biografie

### Epoca lui Mahomed
Mu'adh a acceptat Islamul înainte de al doilea angajament la al-Aqabah⁠(d) de supunere în fața lui Mahomed. Totuși, el a fost unul dintre cei care au luat angajamentul.
Mohamed l-a trimis pe Mu'adh ca guvernator al Yemenului pentru a colecta zakatul. Când Mohamed l-a trimis pe Mu'adh în Yemen pentru a-și învăța poporul despre Islam, el personal și-a luat rămas bun de la el, mergând la o anumită distanță alături de el în timp ce pornea să părăsească orașul. Se spune că Mohamed l-a informat că, la întoarcerea sa în Medina, el va vedea, probabil, numai Masjid an-Nabawi și mormântul lui. La auzul acestui lucru, Mu'adh a început să plângă.

### După Mahomed
Când Mu'adh s-a întors la Medina, Califul era Abu Bakr. În cele din urmă, el l-a însoțit pe Usama ibn Zayd într-o expediție siriană⁠(<span title="Siria (regiune)|expediție siriană la Wikidata">d), murind acolo în 18 Hijri, din cauza Ciumei din 'Amwas⁠(<span title="Ciuma lui Amwas|Ciumei din 'Amwas la Wikidata">d).

## Moștenire
Colegiul pentru studiul dreptului Shariah, de la Universitatea Mosul din Irak, este numit după el.

### Citate
1. 1 2  الطبقات الكبرى لابن سعد - مُعَاذُ بْنُ جَبَلِ (1) Arhivat în 15 d.Hr., la Wayback Machine.
2. 1 2  Az-Zirakli 2002.
3. ↑  Ph.D, Coeli Fitzpatrick; Walker, Adam Hani (25 aprilie 2014). Muhammad in History, Thought, and Culture: An Encyclopedia of the Prophet of God [2 volumes]. ABC-CLIO. ISBN 9781610691789 – via Google Books.
4. ↑  , www.islamicencyclopedia.org http://www.islamicencyclopedia.org/islamic-pedia-topic.php?id=53 Lipsește sau este vid: |title= (ajutor)
5. 1 2 3  Islamiat for students
6. ↑  Islam Beliefs and Practices
7. ↑  Al-Tamimi, Aymenn Jawad. „Archive of Islamic State Administrative Documents (cont.)”.